# Lupinus benthamii
Lupinus benthamii là một loài thực vật có hoa trong họ Đậu. Loài này được A.Heller miêu tả khoa học đầu tiên.